# Pequeño cabaret ambulante
Pequeño Cabaret Ambulante es el primer álbum en directo del cantante, productor y compositor español Enrique Bunbury, grabado durante un concierto en México DF perteneciente a la gira del mismo nombre. El álbum goza de importancia dentro de su carrera musical, ya que este trabajo nace del propósito de rendir homenaje a su hijo Javier Alexis.
En el álbum Pequeño Cabaret Ambulante aparecen nuevas versiones de temas del primer trabajo en solitario del artista como: «Salomé», «Big-Bang» y «Alicia», así como el tema «Apuesta por el rocanrol», del grupo zaragozano Más Birras.

## Lista de canciones
| N.º   | Título                                                                                          | Escritor(es)                                | Duración |  |
| 1.    | «Intro»                                                                                         |                                             | 0:46     |  |
| 2.    | «Infinito»                                                                                      | Enrique Bunbury                             | 4:00     |  |
| 3.    | «De mayor»                                                                                      | Bunbury Copi Corellano Ramón Gacías Royo    | 4:46     |  |
| 4.    | «El extranjero»                                                                                 | Bunbury Copi                                | 4:04     |  |
| 5.    | «Sólo si me perdonas»                                                                           | Bunbury Copi                                | 4:33     |  |
| 6.    | «Big-Bang»                                                                                      | Alan Boguslavsky Bunbury Copi Gacías        | 4:30     |  |
| 7.    | «Salomé»                                                                                        | Bunbury                                     | 5:20     |  |
| 8.    | «¿Dudar?, quizás»                                                                               | Bunbury                                     | 5:56     |  |
| 9.    | «Alicia (expulsada a Isla Mujeres)» (versión de "Alicia (expulsada al País de las Maravillas)") | Bunbury                                     | 4:30     |  |
| 10.   | «Apuesta por el rocanrol»                                                                       | Gabriel Sopeña Mauricio Aznar               | 3:52     |  |
| 11.   | «El viento a favor»                                                                             | Bunbury                                     | 4:15     |  |
| 12.   | «Demasiado tarde (Ahorita mismo)» (versión de "Demasiado tarde")                                | Bunbury Gacías                              | 8:54     |  |
| 13.   | «El jinete»                                                                                     | José Alfredo Jiménez                        | 9:10     |  |
| 14.   | «Confesión»                                                                                     | Enrique Santos Discépolo Luis César Amadori | 3:34     |  |
| 68:10 |                                                                                                 |                                             |          |  |

## Palabras de Enrique Bunbury (buscando el cabaret auténtico)
Siempre me ha interesado el café cantante y el local pequeño donde se toca en directo. Creo que es algo que se está perdiendo mucho en España y ojala resurja.